# Patrick Owomoyela
Patrick Olaiya Olukayode Owomoyela (Hamburgo, Alemania, 5 de noviembre de 1979) es un exfutbolista alemán que jugaba de defensa.

## Trayectoria
Empezó jugando en equipos de categorías regionales, siendo el TSV Stellingen 88 su primer equipo. Owomoyela también jugaba entonces en un equipo regional de baloncesto, deporte que abandonó en 2001 para dedicarse íntegramente al fútbol.
En 2003 fichó por el Arminia Bielefeld, equipo de la 2. Bundesliga. Con este equipo consiguió el ascenso a la 1. Bundesliga.
En 2005 fichó por el Werder Bremen donde permaneció tres temporadas antes de irse al Borussia Dortmund.

## Selección nacional
Fue internacional con la selección de fútbol de Alemania en 11 ocasiones. Su debut como internacional se produjo el 16 de diciembre de 2004 en el partido Alemania 0:3 Japón. 
Owomoyela pudo haber sido internacional con Nigeria, pero prefirió jugar con la selección alemana.

### Participaciones en Copas FIFA Confederaciones
| Copa                           | Sede     | Resultado    |
| ------------------------------ | -------- | ------------ |
| Copa FIFA Confederaciones 2005 | Alemania | Tercer lugar |

## Clubes
| Club              | País     | Año       |
| ----------------- | -------- | --------- |
| TSV Stellingen 88 | Alemania | 1997-1998 |
| Lüneburger SK     | Alemania | 1998-2001 |
| VfL Osnabrück     | Alemania | 2001-2002 |
| SC Paderborn 07   | Alemania | 2002-2003 |
| Arminia Bielefeld | Alemania | 2003-2005 |
| Werder Bremen     | Alemania | 2005-2008 |
| Borussia Dortmund | Alemania | 2008-2013 |
| Hamburgo S. V. II | Alemania | 2014      |

## Palmarés

### Campeonatos nacionales
| Título                      | Club              | País     | Año     |
| --------------------------- | ----------------- | -------- | ------- |
| Copa de la Liga de Alemania | Werder Bremen     | Alemania | 2006    |
| Bundesliga de Alemania      | Borussia Dortmund | Alemania | 2010-11 |
| Bundesliga de Alemania      | Borussia Dortmund | Alemania | 2011-12 |
| Copa de Alemania            | Borussia Dortmund | Alemania | 2011-12 |